# Надутов Володимир Михайлович
Володимир Михайлович Надутов (7 жовтня 1949 — 17 червня 2017) — український вчений-фізик, що зробив значний внесок у розвиток вітчизняної та світової фізики.

## Навчання
В. М. Надутов після закінчення у 1972 році Дніпропетровського державного університету за спеціальністю радіофізика працював до 1974 року за напрямом у НДІ у м. Ульяновську в Росії. З 1974 по 1977 рр. навчався в аспірантурі Інституту металофізики АН УРСР. Захистив дисертації на здобуття вченого ступеня кандидата фіз.-мат. наук за спеціальністю 01.04.07 «Фізика твердого тіла» (1983 р.) і доктора фіз.-мат. наук за спеціальністю 01.04.13 "Фізика металів " (1997 р.). У 2010 році йому присуджено звання професора за спеціальністю «Фізика металів».

## Наукова діяльність
З 1977 року В. М. Надутов перебував на посадах молодшого, старшого та провідного наукового співробітника в Інституті металофізики імені Г. В. Курдюмова Національної академії наук України. У 2004 році був призначений на посаду заступника директора з наукової роботи, а у 2005 році обраний завідувачем відділу будови і властивостей твердих розчинів (№ 55). З 2004 року був членом Вченої ради Інституту.
В. М. Надутов відомий своїми визначними науковими працями в галузі фізики металів, фізики твердого тіла, фізики резонансних явищ і надтонких взаємодій, структурних і магнітних фазових перетворень в металічних системах на основі заліза під впливом термосилової та ультразвукової обробки. Своєю діяльністю він зробив вагомий внесок в розробку фізичних основ ультразвукової обробки литих та порошкових металічних матеріалів, що має фундаментальне і прикладне значення. З використанням сучасних структурних і спектроскопічних методів ним у співпраці з колегами Г. І. Прокопенком і Б. М. Мордюком виконано ряд піонерських робіт щодо формування твердих розчинів втілення і фаз втілення на основі системи Fe-C в умовах накладання ультразвукових коливань в інертному газовому середовищі. Вперше доведено, що ультразвукова ударна обробка залізо-нікелевих сплавів є ефективним методом для їх зміцнення без втрат інварного ефекту і показано, що підвищення механічних властивостей досягається як за рахунок подрібнення структури, так і в результаті індукованих ультразвуком структурних і магнітних фазових перетворень.
Володимир Надутов розвинув фізичні уявлення щодо природи незвичайної поведінки залізо-нікелевих сплавів і на цій основі створив новий науковий напрям — фізику інварних аномалій. Під його керівництвом у співпраці з європейськими колегами (з Німеччини, Франції, Швеції) з використанням мессбауерівської і нейтронної спектроскопії виконано цикл піонерських робіт і розкрито механізм позитивної дії елементу втілення вуглецю та диспергування структури на інварний та антиінварний ефекти в залізо-нікелевій системі через їх вплив на магнітний порядок і міжатомну взаємодію і на цій основі запропоновано фізично обґрунтовані розробки зміцнених сплавів з низьким і високим коефіцієнтом термічного розширення — важливого класу металічних функціональних матеріалів.
Під керівництвом В. М. Надутова проведено цикл робіт щодо впливу пластичної деформації та диспергування структури на магнітні та інварні властивості залізо-нікелевих сплавів і доведено, що ключовими в цих змінах є створені деформацією мікроспотворення кристалічної ґратки і мікронапруження.
Володимиром Надутовим зроблено вагомий внесок у дослідження резонансних явищ в залізовуглецевому та залізоазотистому аустеніті та мартенситі і разом з колегами отримано принципово нові результати з електронної будови, міжатомної взаємодії та ближнього атомного порядку, що стали базовими для розробки фізичних основ створення високоміцних високо-азотистих сталей.
В. М. Надутов відомий в Україні і за її межами вчений у сфері ядерної гама-резонансної спектроскопії. З 1974 року він брав активну участь у створенні експериментальної і методичної бази в Інституті за цим напрямом і вніс вагомий внесок у розвиток резонансних методів дослідження. Підтвердженням визнання цих робіт Європейською спільнотою є його членство в організаційних комітетах відомих міжнародних наукових конференцій «Mössbauer spectroscopy application» (ICMSA, Росія) та «Mössbauer spectroscopy in material science» (MSMS, Чехія-Словаччина), «Сучасні проблеми фізики металів» (Україна).
Володимир Надутов з 1999 року займався викладацькою діяльністю, за сумісництвом обіймав посаду професора кафедри фізики металів НТУ України «КПІ». Підготував 4-х кандидатів наук та 1-го доктора наук. Підготував курси лекцій з п'яти дисциплін, неодноразово був членом ДЕК у НТУУ «КПІ», в період 2011—2012 рр. був головою ДЕК фізичного факультету КНУ імені Тараса Шевченка. У 2004—2007 рр. та 2011 року був членом журі Всеукраїнського конкурсу обдарованої молоді України — членів Малої академії наук, за що має подяки профільного міністра.

## Громадська діяльність
З 2009 року Володимир Надутов був експертом з фізики у ВАК України та з 2011 року ДАК Міністерства освіти і науки України. Він був головою секції «Фізика фазових і структурних перетворень» у складі міжвідомчої наукової ради при Президії НАН України з проблеми «Фізика металічного стану». З 2007 року В. М. Надутов є членом Спеціалізованої вченої ради при ІМФ ім. Г. В. Курдюмова НАН України з присудження наукових ступенів доктора та кандидата наук, а з 2010 року — заступником голови спецради. Він очолює науковий семінар за науковими напрямами «Фізика міцності та пластичності металів і сплавів» та «Атомна будова металів і металовмісних гетерофазних структур».
Під науковим керівництвом Володимира Михайловича проводились дослідження в рамках бюджетних та прикладних тем, міжнародного конкурсного проекту УНТЦ, а також декількох конкурсних проектів, останній з яких «Дослідження будови та властивостей дисперсних наносистем, нанокомпозитів, наноструктурованих металів і сплавів» успішно виконано в період 2010—2014 рр., в якому брали участь 8 підрозділів Інституту.
На посаді заступника директора, здійснюючи загальне наукове керівництво прикладною тематикою, Володимир Михайлович Надутов неодноразово брав участь у різних виставках і форумах, на яких представляв інноваційні розробки Інституту. Він налагодив роботу групи з патентно-ліцензійної роботи і активізував винахідницьку діяльність в Інституті, про що свідчать призові місця протягом останніх років серед наукових установ НАН України.

## Публікації
Володимир Надутов є автором і співавтором понад 150 наукових праць, в тому числі 2 оглядових статей, 10 винаходів, 10 статей енциклопедичного характеру (в «ЭС физика твердого тела», К., Наук. думка, 1996—1998) та 4 біографічних статей у меморіальному виданні «Народжені Україною». Ним зроблено понад 70 доповідей на наукових національних та міжнародних конференціях, симпозіумах, семінарах. Кількість посилань на його публікації становить 281, індекс Хірша h = 9 (згідно бази даних http://scholar.google.com/scholar?cites станом на 10.04.2015 р.).
Перелік обраних публікацій
- 1. Надутов В. М., Семенов Д. В., Базелюк Г. Я., Запорожець О. І., Свистунов Є. О. Вплив вуглецю і магнітного упорядкування на механічні властивості інварних сплавів Fe–Ni. Металлофиз. новейшие технол., 2008, 30, с.41-55.
- 2. Nadutov V.M., Panarin V.Ye., Kosintsev S.G., Kramar O.V., Svystunov Ye.O., Volosevich P.Yu. Messbauer and structural studies of fcc Fe-Ni-C-based PVD-CAE coatings. Collection of articles: «Messbauer Spectroscopy in Material Sciences 2008», American Inst. Phys., AIP Conference Preceedings, Melville, New York, 2008, v. 1070, p. 35-44.
- 3. V.A.Tatarenko, S.M.Bokoch, V.M.Nadutov, T.M.Radchenko, Y.B.Park, Semi-Empirical Parameterization of Interatomic Interactions and Kinetics of the Atomic Ordering in Ni-Fe-C Permalloys and Elinvars, Defectand Diffusion Forum, vol. 280—281 (2008) pp. 29-78.
- 4. Надутов В.М, Перекос А. Е.,Войнаш В. З., Ефимова Т. В.,Залуцкий В. П.,Свистунов Е. А.,Структура и фазовый состав порошков, синтезированных термохимическим разложением цитрата железа. Металлофиз. новейшие технол., 30,№ 9(2008)cc. 1249—1258.
- 5. Надутов В. М., Панарин В. Е., Волосевич П. Ю. Свистунов Е. А. Залуцкий В. П. Косинцев С. Г. Влияние углерода и материала металлической подложки на структуру и распределения сверхтонких магнитных полей в Fe-Ni-Co покрытиях, полученных методом КИБ. Металлофиз. новейшие технол., 2009, 31, № 1, с.107-121.
- 6. Надутов В. М., Косинцев С. Г., Свистунов Е. А., Запорожец О. И. Межатомное взаимодействие и магнитострикция в инварных сплавах на основе Fe-Ni-C. Металлофиз. новейшие технол. 2009, 31, № 8, с. 1021—1033.
- 7. В. М. Надутов, С. Г. Косинцев, Е. А. Свистунов, Антиинварный эффект в ГЦК сплавах Fe-Ni-C. Металлофиз. новейшие технол. 2009, № 11, т. 31, с. 1479—1471.
- 8. Надутов В. М., Голуб Т. В., Хименюк О. В. Влияние легирования Mn и Co на температурную зависимость внутреннего трения в инварных Fe–Ni–C сплавах. ФММ, 2010, 109, № 1, с. 1-8.
- 9. В. В. Кирошка, Н. В. Репин, В. М. Надутов, А. Е. Перекос В. З. Войнаш, Ю. О. Тищенко, Т. П. Бондаренко. Синтез, биологическая активность и цитотоксичность нанопорошков на основе Fe3O4. Наносистемы, наноматериалы, нанотехнологии. Т.8, № 4 (2010) с. 787—798.
- 10. S.M. Konoplyuk, V.V. Kokorin, A.E.Perekos, N.V. Nadutov, L.E. Kozlova.FerromagneticnanoparticlesinCu-Mn-Almeltspunribbons. Металлофиз. новейшие техгнол., 32, № 5: 571 (2010), сс.. 571—580.
- 11. V. M. Nadutov, S. G. Kosintsev, Ye. O. Svystunov, V. M. Garamus, R. Willumeit, H. Eckerlebe, T. Ericsson, H. Annersten. Mossbauer and SANS studies of anti-Invar Fe-Ni-C alloys under magnetic field.Collection of articles: «M?ssbauer Spectroscopy in Material Sciences», American Inst. Phys., AIP CP (2010) v. 1258, Melville New York, 2010, pp. 39-46.
- 12. V. M. Nadutov, S. G. Kosintsev, Ye. O. Svystunov, V. M. Garamus, R. Willumeit, H. Eckerlebe, T. Ericsson, H. Annersten.Anti-InvarPropertiesandMagneticOrderinFCCFe-Ni-CAlloy. JMMM, 323 (2011) pp.2786-2791.
- 13. В. В. Кирошка, И. И. Самченко, В. М. Надутов, А. Е. Перекос, В. З. Войнаш, Т. П. Бондаренко. Взаимодействие наночастиц магнетита с культурой альвеолярных макрофагов при разных концентрациях белка. Наука та іновації, т.7, № 6 (2011) с. 44-49.
- 14. В. В. Кирошка, Н. В. Репин, В. М. Надутов, А. Е. Перекос, В. З. Войнаш, И. И. Самченко. Цитотоксичность наночастиц fe3o4: значение размера и концентрации.сборник научных статей Наноструктуры в конденсированных средах. Минск, изд. БГУ, 2011, с. 48-53.
- 15. Надутов В. М., Ващук Д. Л., Волосевич П. Ю., Свистунов Е. А., Белошенко В. А.,Спусканюк В. З., Давиденко А. А. Структура и свойства инварного ГЦК сплава Fe-35 %Ni после гидроэкструзии. Металлофиз. новейшие технол., 34, № 3 (2012), с. 395—414.
- 16. Надутов В. М., Ващук Д. Л., Волосевич П. Ю., Белошенко В. А., Спусканюк В. З., Давиденко А. А. Структура и свойства инварного ГЦК сплава Fe-35 %Ni после комбинированной пластической деформации гидроекструзией и волоченим. Физика и техн. высок. давл. 22, № 2 (2012), с. 125—136.
- 17. V. V. Kiroshka, N. V. Repin, I. I. Samchenko, V. M. Nadutov, A. E. Perekos, V. Z. Voynash. Biologicalcompatibilityofpolyolsynthesizedmagnetitenanoparticles.Наносистемы, наноматериалы, нанотехнологии, 2012.
- 18. В. М. Надутов, В. З. Войнаш, П. Ю. Волосевич, А. Е. Перекос, Е. А. Свистунов, Т. В. Ефимова, В. П. Залуцкий, В. М. Колесник, С. Ю. Макаренко. Влияние температуры пиролиза цитрата железа на структуру и магнитные свойства полученного порошка. Металлофиз. новейшиетехнол., 34, № 4 (2012) с. 445—459.
- 19. NadutovV.M., VashchukD.L., SvystunovYe.O., BeloshenkoV.A., SpuskanyukV.Z., DavidenkoA.А., MagneticandInvarpropertiesofFe-35 %Nialloyaftergrindingofstructurebyhydroextrusion, FunctionalMaterials. 19, No.3, 334 (2012).
- 20. Nadutov V.M., Garamus V.M., Willumeit R., Svystunov Ye.O. Small-Angle Neuton Scattering in F.C.C. Fe-Ni and Fe-Ni-C alloys, Mater. Sci. Forum, 2004, vol. 443—444, pp. 251—254.
- 21. V.M. Nadutov, T.V. Golub, J.V. Hymenyuk. Internal friction and Young's modulus in Invar Fe-Ni-C alloys. Functional Materials, т. 11, #4 (2004), pp.496-500.
- 22. В. М. Надутов, Е. А. Свистунов, С. Г. Косинцев, О. И. Запорожец, В. А. Татаренко, Сверхтонкая структура и свойства инварных сплавов Fe-Ni-C, Известия РАН, серия физическая, 69 (10) (2005) с. 1475—1481.
- 23. V.M. Nadutov, Ye.O. Svystunov, S.G. Kosintsev, V.A. Tatarenko. Mossbauer analysis and magnetic properties of Invar Fe-Ni-C and Fe-Ni-Mn-C alloys. Hyperfine interactions, 2006, 168, pp.929-935.
- 24. V.M. Nadutov, T. Ericsson, S.G. Kosintsev, S.M. Bugaychuk, Ye.O. Svystunov, H. Annersten. Mössbauer study of the Invar Fe-Ni and Fe-Ni-C alloys in magnetic field. Hyperfine Interactions, Online First, November, 2006, 168, pp.1023-1027.
- 25. V.A.Tatarenko, S.M.Bokoch, V.M.Nadutov, T.M.Radchenko, Y.B.Park, Semi-Empirical Parameterization of Interatomic Interactions and Kinetics of the Atomic Ordering in Ni-Fe-C Permalloys and Elinvars, Defect Diffusion Forum, Vols. 280—281 (2008) pp. 29-78.
- 26. Надутов В. М., Семенов Д. В., Базелюк Г. Я., Запорожець О. І., Свистунов Є. О. Вплив вуглецю і магнітного упорядкування на механічні властивості інварних сплавів Fe–Ni. Металлофиз. новейшие технол., 2008, 30, с.41-55.
- 27. Надутов В. М., Косинцев С. Г., Свистунов Е. А., Запорожец О. И. Межатомное взаимодействие и магнитострикция в инварных сплавах на основе Fe-Ni-C. Металлофиз. новейшие технол., 2009, 31, № 8, с. 1021—1033.14.
- 28. S.M. Konoplyuk, V.V. Kokorin, V.M. Nadutov, V.V. Kolomiets, A.E. Perekos. Magnetoresistence of Cu-Mn-Al melt spun ribbons containing the system of interaction ferromagnetic inclusions.. JMMM, 2011, V. 323, N6, p. 763—766
- 29. Nadutov V.M., Panarin V.Ye., Kosintsev S.G., Kramar O.V., Svystunov Ye.O., Volosevich P.Yu. Messbauer and structural studies of fcc Fe-Ni-C-based PVD-CAE coatings. Collection of articles: «Mössbauer Spectroscopy in Material Sciences 2008», American Inst. Phys., AIP Conference Preceedings, Melville, New York, 2008, v. 1070, p. 35-44.
- 30. Надутов В.М, Перекос А. Е., Войнаш В. З., Ефимова Т. В., Залуцкий В. П., Свистунов Е. А., Структура и фазовый состав порошков, синтезированных термохимическим разложением цитрата железа. Металлофиз. новейшие технол., 30,№ 9(2008)cc. 1249—1258.
- 31. Надутов В. М., Панарин В. Е., Волосевич П. Ю. Свистунов Е. А. Залуцкий В. П. Косинцев С. Г. Влияние углерода и материала металлической подложки на структуру и распределения сверхтонких магнитных полей в Fe-Ni-Co покрытиях, полученных методом КИБ. Металлофиз. новейшие технол., 2009, 31, № 1, с.107-121.
- 32. В. М. Надутов, С. Г. Косинцев, Е. А. Свистунов, Антиинварный эффект в ГЦК сплавах Fe-Ni-C. Металлофиз. новейшие технол. 2009, № 11, т. 31, с. 1479—1471.
- 33. Надутов В. М., Голуб Т. В., Хименюк О. В. Влияние легирования Mn и Co на температурную зависимость внутреннего трения в инварных Fe–Ni–C сплавах. ФММ, 2010, 109, № 1, с. 1-8.
- 34. В. В. Кирошка, Н. В. Репин, В. М. Надутов, А. Е. Перекос В. З. Войнаш, Ю. О. Тищенко, Т. П. Бондаренко. Синтез, биологическая активность и цитотоксичность нанопорошков на основе Fe3O4. Наносистемы, наноматериалы, нанотехнологии. Т.8, № 4 (2010) с. 787—798.
- 35. S.M. Konoplyuk, V.V. Kokorin, A.E.Perekos, N.V. Nadutov, L.E. Kozlova. Ferromagnetic nanoparticles in Cu-Mn-Al meltspun ribbons. Металлофиз. новейшие техгнол., 32, № 5: 571 (2010), сс.. 571—580.
- 36. V. M. Nadutov, S. G. Kosintsev, Ye. O. Svystunov, V. M. Garamus, R. Willumeit, H. Eckerlebe, T. Ericsson, H. Annersten. Mössbauer and SANS studies of anti-Invar Fe-Ni-C alloys under magnetic field. Collection of articles: «Mössbauer Spectroscopy in Material Sciences», American Inst. Phys., AIP CP (2010) v. 1258, Melville New York, 2010, pp. 39-46.
- 37. V. M. Nadutov, S. G. Kosintsev, Ye. O. Svystunov, V. M. Garamus, R. Willumeit, H. Eckerlebe, T. Ericsson, H. Annersten. Anti-Invar Properties and Magnetic Order in FCCFe-Ni-CAlloy. JMMM, 323 (2011) pp.2786-2791.
- 38. В. В. Кирошка, И. И. Самченко, В. М. Надутов, А. Е. Перекос, В. З. Войнаш, Т. П. Бондаренко. Взаимодействие наночастиц магнетита с культурой альвеолярных макрофагов при разных концентрациях белка. Наука та іновації, т.7, № 6 (2011) с. 44-49.
- 39. Надутов В. М., Ващук Д. Л., Волосевич П. Ю., Свистунов Е. А., Белошенко В. А.,Спусканюк В. З., Давиденко А. А. Структура и свойства инварного ГЦК сплава Fe-35 %Ni после гидроэкструзии. Металлофиз. новейшие технол., 34, № 3 (2012), с. 395—414.
- 40. Надутов В. М., Ващук Д. Л., Волосевич П. Ю., Белошенко В. А., Спусканюк В. З., Давиденко А. А. Структура и свойства инварного ГЦК сплава Fe-35 %Ni после комбинированной пластической деформации гидроекструзией и волоченим. Физика и техн. высок. давл. 22, № 2 (2012), с. 125—136.
- 41. V. V. Kiroshka, N. V. Repin, I. I. Samchenko, V. M. Nadutov, A. E. Perekos, V. Z. Voynash. Biological compatibility of polyol synthesized magnetite nanoparticles. Наносистемы, наноматериалы, нанотехнологии, 2012.
- 42. В. М. Надутов, В. З. Войнаш, П. Ю. Волосевич, А. Е. Перекос, Е. А. Свистунов, Т. В. Ефимова, В. П. Залуцкий, В. М. Колесник, С. Ю. Макаренко. Влияние температуры пиролиза цитрата железа на структуру и магнитные свойства полученного порошка. Металлофиз. новейшиетехнол., 34, № 4 (2012) с. 445—459.
- 43. Nadutov V.M., Vashchuk D.L., Svystunov Ye.O., Beloshenko V.A., Spuskanyuk V.Z., Davidenko A.А., Magnetic and Invar properties of Fe-35 %Ni alloy after grinding of structure by hydroextrusion, Functiona lMaterials. 19, No.3, 334 (2012).
- 44. В. М. Надутов, В. З. Войнаш, Е. А. Свистунов, А. Е. Перекос, В. П. Залуцкий. Мёссбауэровские и рентгеновские исследования нанокомпозита MgO–Fe. Известия ран. серия физическая, 2013, том 77, № 6, сc. 793—798.
- 45. V. M. Nadutov, D. L. Vashchuk, P. Yu. Volosevich, V. A. Beloshenko, V. Z. Spuskanyuk, O. A. Davidenko. Effect of High-Pressure Treatment on Structure and Properties of Invar Fe–35 % Ni Alloy. Nanosystems, Nanomaterials, Nanotechnologies, 2013, т. 11, № 3, pp. 619—633.
- 46. V. M. Nadutov, D. L. Vashchuk, O. A. Davidenko, A.N. Pilipenko, V. A. Beloshenko. Internal friction in Invar Fe–35 % Ni Alloy after combined SPD by hydroextrusion and drawing. Functional Materials, 21, 1, 2014, pp. 52-58.
- 47. В. М. Надутов, С. Ю. Макаренко, П. Ю. Волосевич, В. П. Залуцкий. Структурные исследования и распределение химических элементов в литых высокоэнтропийных сплавах AlxFeNiCoCuCr. Металлофиз. новейшие технологии, 2014, т. 36, № 10, СС. 1327—1341.
- 48. В. М. Надутов, В. В. Кокорин, А. Е. Перекос, С. М. Коноплюк, T.В.Ефимова, В. П. Залуцкий. Влияние окисления порошка сплава Гейслера Cu-Mn-Al на электропроводность. Металлофиз. новейшие технологии. 2014, т. 36, № 12, СС. 1681—1696.
- 49. В. М. Надутов, С. Ю. Макаренко, П. Ю. Волосевич. Влияние алюминия на тонкую структуру и распределение химических элементов в высокоэнтропийных сплавах AlxFeNiCoCuCr. ФММ, т. 116, № 5 (2015).

## Нагороди
У 2013 році Володимир Надутов у складі авторського колективу став лауреатом премії НАН України ім. Г. В. Курдюмова, присудженої за цикл робіт «Фазові і структурні перетворення як основа оптимізації фізичних властивостей сталей і сплавів». Він також має відзнаки НАН України «за професійні здобутки» (2008 р.), «за наукові досягнення» (2009 р.).